# 4005 Dyagilev
4005 Dyagilev (1972 TC2) là một tiểu hành tinh vành đai chính được phát hiện ngày 8 tháng 10 năm 1972 bởi Zhuravleva, L. ở Nauchnyj.